# Gian Lorenzo Pappacoda
Gian (Giovanni) Lorenzo Pappacoda (pl. Jan Wawrzyniec Pappacoda) (zm. 8 lipca 1576) – starosta Bari, dworzanin i morderca królowej Polski i księżnej Bari Bony Sforzy, syn barona Massafry Francesca Pappacody i jego żony Isabelli Siscary.

## Życiorys

### Pobyt w Polsce
Pappacoda przybył do Polski po śmierci króla Zygmunta I Starego, małżonka królowej Bony. Był zaufanym współpracownikiem królowej, nieustannie rywalizującym z innymi dworzanami. W okresie pobytu królowej na Mazowszu był odpowiedzialny za jej skarbiec.
Nieustannie namawiał Bonę do powrotu w rodzinne strony. Okazja taka nadarzyła się w 1556 roku, kiedy to królowa zniechęcona postępowaniem syna, Zygmunta Augusta, i jego nieudanym małżeństwem z Katarzyną Habsburżanką, wyjechała – jak się później okazało – na zawsze do Italii.

### Otrucie królowej Bony
Rok później, w listopadzie 1557, za namową Habsburgów, Pappacoda sfałszował testament królowej, a następnie (18 listopada tegoż roku) otruł ją. Królowa zmarła następnego dnia, 19 listopada 1557 na zamku w Bari. Pappacoda nie zadbał o godny pochówek Bony. Dopiero jej córka Anna Jagiellonka wystawiła królowej barokowe mauzoleum w bazylice św. Mikołaja w Bari.
Po otruciu królowej Bony został wytoczony proces sądowy przeciwko Pappacodzie. Został on jednak przerwany z inicjatywy króla hiszpańskiego Filipa II Habsburga, który nadał Gianowi Lorenzowi tytuł margrabiego Capurso i starostwo zamku Bari z roczną pensją.

### Małżeństwa i potomstwo
Był dwukrotnie żonaty. Z pierwszego małżeństwa, zawartego 23 czerwca 1560 w Toledo z Cateriną de Alarcon y Mendoza, nie doczekał się potomstwa. 5 marca 1566 w Neapolu poślubił Giovannę de Lannoy. Z tego małżeństwa miał pięcioro dzieci: Ippolitę (księżną Cancellara), Isabellę, Gisulfa (pana Triggiano), Francescę i Ercole.